# Kobilići (Sapna, BiH)
Kobilići su brdsko planinsko naselje u sastavu općine Sapna smješteno iznad desne obale rijeke Sapne.
Mjesna zajednica Kobilići je u sastavu općine Sapna, koja je nastala nakon Daytonskog sporazuma u Bosni i Hercegovini. Mjesna zajednica Kobilići sastaji se od dva naselja Kobilići i Kosa.
Naselje je nastalo izdvajanjem iz mjesne zajednice Kraljevići u listopadu 1993. godine.

## Vanjske poveznice
- MZ Kobilići[neaktivna poveznica]